# Danielle Mitterrand
Danielle Émilienne Isabelle Gouze Mitterrand GCIH  (Verdun, 29 de outubro de 1924 — Paris, 22 de novembro de 2011), foi a esposa do 21.º Presidente da República Francesa, François Mitterrand, tendo sido a primeira-dama da França entre 21 de maio de 1981 e 17 de maio de 1995. Presidiu de 1986 até sua morte a fundação France Libertés - Fondation Danielle-Mitterrand..
Danielle Mitterrand teve três filhos: Pascal, falecido ainda jovem, Jean-Christophe e Gilbert Mitterrand.

## Biografia
Danielle tinha 17 anos quando sua família (seus pais eram professores) abrigou os maquisards, e foi agente de ligação da resistência. Conheceu François Mitterrand, com quem se casa após a libertação do país, três anos depois, em 28 de outubro de 1944.
Depois da eleição presidencial de François Mitterrand em 1981, Danielle Mitterrand assume suas funções de primeira dama, enquanto cria um espaço autônomo de engajamento político terceiro-mundista bastante marcante.
Em 1986, ela criou a fundação France Libertés - Fundação Danielle Mitterrand (pela fusão de três associações fundadas pouco depois de 1981), destinada a responder aos apelos de socorro de mulheres e homens pobres e oprimidos, lançando ações de sensibilização e financiando ações.
"Hoje, o “France Libertés”, com as suas ações no mundo, seja na construção de uma escola no Mali, na luta contra a pena de morte ou pela instauração do direito de acesso à água a todos, busca resistência à opressão política e econômica internacional e ajuda a construir um mundo solidário e pacífico. Você também tem seu lugar ao nosso lado. Conjuguemos esses dois verbos ao futuro," declarou a ex-primeira dama francesa.
A 28 de Outubro de 1987 recebeu a Grã-Cruz da Ordem do Infante D. Henrique.
Danielle Mitterrand se posicionou a favor dos separatistas Saarauis, do subcomandante Marcos (insurgente do grupo revolucionário mexicano), dos tibetanos, dos curdos, dos povos indígenas da América Latina e outros. Seu engajamento a favor de Fidel Castro e de seu regime colocou numa situação difícil o presidente, embora ela tenha conseguido a liberação de vários prisioneiros políticos em Cuba. Em fevereiro de 1996, seis opositores ao governo cubano foram libertados, a pedido da fundação de Danielle Mitterrand, France Libertés.
Nos últimos anos, Danielle Mitterrand colocou o direito de acesso à água como sendo o primeiro dos direitos do ser humano, decidindo torná-lo uma de suas prioridades ao lado da educação, da democracia participativa e da economia sustentável.
Foi duramente criticada pela sociedade e pela mídia francesa no velório do seu marido por autorizar a participação de uma filha tida por ele fora do casamento, chamada Mazarine Marie, e sua mãe. Em resposta, publicou um texto onde condenou o conformismo e a hipocrisia, destacando-se a bela parte onde fala:
“Aceitei a filha de meu marido e hoje recebo mensagens do mundo inteiro de filhos angustiados que me dizem: - ‘Obrigado por ter aberto um caminho. Meu pai vai morrer, mas eu não poderei ir ao enterro porque a mulher dele não aceita’ (…). Espero que as pessoas sejam generosas e amplas para compreender e amar seus parceiros em suas dúvidas, fragilidades, divisões e pequenas paixões. Isso é amar por inteiro e ter confiança em si mesmo”.
Durante o referendo sobre o projeto do texto constitucional europeu, em 2005, opôs-se a uma parte de sua família, adotando oficialmente o “não”. Na ocasião, declarou: "Só posso rejeitar uma Constituição Europeia que enfatiza a competição e o lucro como valores de base. Portanto, vou votar 'Não' mas sem tomar parte de qualquer campanha política. Partidos políticos não me interessam há muito tempo." Apesar disso, Danielle apoiou abertamente Ségolène Royal na eleição presidencial da França em 2007.
No Brasil, a  France Libertés tem cooperado com várias entidades  do movimento social, destacando-se o movimento para criação da Reserva da Biosfera da Serra do Espinhaço,  as cooperativas  de catadores, a Rede dos Povos da Floresta, o Movimento dos Sem Terra, entre outros. A Fundação trabalha no Brasil desde 1986, ano de sua criação. Nos anos 1990, Danielle Mitterrand participou da criação da cadeira de direitos humanos da Universidade de Brasília, juntamente com o senador Cristovam Buarque. No Forum Social Mundial, a fundação se engajou profundamente, juntamente com Mario Soares, Riccardo Petrella, Vandana Shiva e outros, na constituição de um movimento internacional pelo direito constitucional à água potável e de qualidade. Danielle Mitterrand esteve presente em todas as edições do FSM em Porto Alegre e coordenava o movimento do Contrato Mundial da Água.